# Джюрович, Марко
Марко Джюрович (серб. Марко Ђуровић; 1912, Кривачи, около Даниловграда — май 1943, Биоче, около Подгорицы) — югославский черногорский партизан Народно-освободительной войны Югославии, Народный герой Югославии.

## Биография
Родился в 1912 году в деревне Кривачи около Даниловграда. Окончил начальную школу в родном селе, занимался до 1941 года земледелием. Член Союза коммунистической молодёжи Югославии с 1939 года, член Коммунистической партии Югославии с 1941 года. На фронте Народно-освободительной войны Югославии с 1941 года. В дни восстания 13 июля участвовал в боях и диверсиях в Черногории.
Осенью 1941 года назначен политруком и командиром партизанской роты, после формирования партизанского отряда «Биели Павле» назначен комиссаром батальона. После образования 4-й пролетарской черногорской ударной бригады вошёл в состав 1-й роты 4-го батальона. Участвовал во всех боях бригады во время её похода в Боснию и Герцеговину. Участвовал вместе со своей бригадой (при поддержке 5-й бригады) в боях под Подгорицей против итальянцев и четников.
Погиб в мае 1943 года в Биоче во время рейда на итальянские позиции. Указом Президиума Народной Скупщины Федеративной Народной Республики Югославии от 20 декабря 1951 посмертно награждён орденом и званием Народного героя Югославии.